# Костенко Людмила Василівна
Людми́ла Васи́лівна Косте́нко (3 травня 1954, Ніжин, Чернігівської області, УРСР) — українська хорова диригентка, педагогиня, науковиця. Організаторка (спільно з Л. Ю. Шумською) Молодіжного хору «Світич» при Ніжинському держуніверситеті, заслужена діячка мистецтв України (2002), доцентка (2002), лауреатка Міжнародних конкурсів та фестивалів, членкиня Національної всеукраїнської музичної спілки. Нагороджена Почесною грамотою Президента України.

## Біографічні відомості
Народилась 3 травня 1954 року у Ніжині. У 1975 році закінчила  музично–педагогічний факультет Ніжинського державного педагогічного інституту ім. М.В.Гоголя. 1981 року закінчила диригентський факультет Львівської державної музичної академії імені Миколи Лисенка (з відзнакою) по класу доцента Б.Д. Завойського.
З 1994 по 1997 роки навчалась в аспірантурі Національного педагогічного університету ім. М.П. Драгоманова за спеціальністю «Історія та теорія педагогіки». Науковий керівник – доктор педагогічних наук, професор Л. Г. Коваль. У 1998 році захистила кандидатську дисертацію по темі: «Педагогічні умови організації навчально-пізнавальної діяльності майбутніх вчителів музики (на матеріалі вивчення диригентсько-хорових дисциплін)».
Людмила Костенко є професором кафедри вокально-хорової майстерності Ніжинського державного університету імені Миколи Гоголя, автор розвідок і навчально-методичної літератури.
У 1993 році Костенко (спільно з Л. Ю. Шумською) створила «Молодіжний хор «Світич» - академічний концертний мішаний хор,  з яким проводить активну організаційну і музично-просвітницьку роботу.
Живе і працює у Ніжині.

## Творча діяльність
«Молодіжний хор «Світич», створений Людмилою Костенко, продовжує хорові традиції Ніжинської вищої школи, є осередком академічного молодіжного хорового руху Сіверського краю; колектив відрізняється самобутністю, естетичністю сценічного іміджу. Завдячуючи стабільним творчим показникам хор «Світич» увійшов до когорти найкращих молодіжних хорів України.
Із хором «Світич» здійснено понад 70 записів у фонд Національної радіокомпанії України, випущено компакт-диск «Молодіжний хор «Світич» до 200-річчя Ніжинської вищої школи» та «Молодіжний хор «Світич» до 200-річчя від дня народження Миколи Гоголя.
Людмила Костенко (на чолі хору "Світич") — лауреатка 8 Міжнародних хорових конкурсів та 9 Міжнародних фестивалів: у Білорусі (1995, 2008), Угорщині (1995, 1996), Польщі (1998, 2003), Італії (1998, 2008), Німеччині (1999, 2001, 2007), Франції (2009), Україні (1995, 2007), Сербії (2006), Туреччині (2005), володарка Золотої медалі Першої всесвітньої хорової Олімпіади (2000), лауреатка Третього Всеукраїнського хорового конкурсу ім. М. Леонтовича (1997).
З «Молодіжним хором «Світич»» Людмила Костенко виступала на сценах Національного палацу мистецтв «Україна», Національної опери України, Національної філармонії України, Національної музичної академії України ім. П. І. Чайковського, Будинку вчених, Будинку учителя, Будинку актора, Українського Дому тощо.

## Науково-методична діяльність
Костенко має власні методичні розробки, опублікувала понад 20 статей, у тому числі 13 – у наукових фахових виданнях України. Коло наукових інтересів – дидактика вищої школи, методика викладання диригентсько-хорових дисциплін, музично-просвітницька діяльність. Керує магістерськими та дипломними роботами, спрямовує науково-дослідну роботу зі студентами.